# Никиша, Денис Андреевич
Денис Андреевич Никиша́ (англ. Denis Nikisha; род. 7 августа 1995 года в Кустанае, Казахстан) — казахстанский конькобежец. Участник зимних Олимпийских игр 2014, 2018 и 2022 годов, двукратный серебряный призёр чемпионатов мира, обладатель Кубка мира на дистанции 500 м, многократный победитель и призёр этапов Кубка мира, многократный чемпион Казахстана, рекордсмен Казахстана на 500 метров. Капитан Национальной сборной Республики Казахстан по шорт-треку. Заслуженный мастер спорта Республики Казахстан по шорт-треку. Выступает за Акмолинскую областную школу высшего спортивного мастерства.

## Биография
Денис Никиша ещё с детского садика занимался каратэ, потом три года занимался плаванием и у него получалось неплохо. Но из-за проблем с гайморитом пришлось расстаться с этим видом спорта. Он даже занимался в школе шахматами и «тогыз кумалаком», но всё это его не «цепляло». Когда он учился в 4-м классе, в его школу пришли тренеры Ксения и Пётр Гамидовы и рассказали ученикам о шорт-треке. Денис на тот момент уже умел кататься на роликах и решил попробовать себя на коньках. Так в возрасте 11 лет в 2006 году он увлёкся шорт-треком.
Впервые он выступил на международной арене в 2012 году, когда принял участие на чемпионате мира среди юниоров, где занял 37-е место в многоборье. Через год стал участвовать на Кубке мира, а в феврале 2014 года впервые попал на зимние Олимпийские игры в Сочи и занял 5-е место в эстафете, а также 31-е в беге на 1500 м. В начале марта на чемпионате мира среди юниоров в Эрзуруме он выиграл бронзу в забеге на 500 м и в общем зачёте многоборья поднялся на 6-е место.
В 2015 году вновь стал бронзовым призёром на 500-метровке на чемпионате мира среди юниоров в Осаке и дебютировал на взрослом чемпионате мира в Москве, заняв 18-е место в беге на 500 м, 26-е на 1000 м и 30-е в общем зачёте. В следующем году на чемпионате мира в Сеуле он занял 6-е место на 500 м и в многоборье занял 12-е место. 18 декабря 2016 года Денис впервые стал призёром этапа Кубка мира в Канныне, заняв 2-е место на дистанции 500 м с результатом 40,637 сек. В феврале 2017 года на зимней Универсиаде в Алма-Аты завоевал три бронзовые медали.
Уже через пять дней после Универсиады Никиша выиграл свою первую золотую медаль в беге на 500 м на этапе Кубка мира в Минске и бронзовую в эстафете. В марте на очередном чемпионате мира в Роттердаме стал только 21-м в многоборье. На зимней Олимпиаде в Пхенчхане 20 февраля 2018 года Денис Никиша в забеге на 500 м прошёл в четвертьфинал и занял 13-е место. Также выступил в эстафете, где занял 6 место и на дистанции 1500 м стал 24-м. Следом на чемпионате мира в Монреале занял 9-е место в многоборье, при этом финишировал 5-м в забеге на 1500 м.
В 2019 году Никиша провёл в основном на Кубке мира и только на зимней Универсиаде в Красноярске вместе с партнёрами занял 3-е место в эстафете. После пандемии коронавируса он участвовал в 2021 году на чемпионате мира в Дордрехте и занял 17-е место в сумме многоборья и 6-е в эстафете. Сезон 2021/22 начал с двух бронзовых медалей на дистанции 500 м на Кубке мира в Пекине и Нагое. В феврале 2022 года на XXIV Зимних Олимпийских играх в Пекине занял 8-е место на дистанции 500 м и 5-е в смешанной эстафете.
В сезоне 2022/23 Денис Никиша стал обладателем Кубка мира на дистанции 500 м в общем зачёте, заняв дважды вторые места, один раз третье и один раз стал первым. В марте 2023 года на чемпионате мира в Сеуле занял впервые 4-е место в забеге на 500 м и 9-е в эстафете. В октябре 2023 года на этапе Кубка мира в Монреале он занял 3-е место в мужской эстафете, после чего на чемпионате четырёх континентов в Лавале дважды финишировал с командами 4-м в смешанной и мужской эстафетах. На Кубке мира в феврале 2024 года в польском Гданьске занял 2-е место на 500-метровке и на чемпионате мира в Роттердаме он завоевал серебряную медаль в беге на 500 м.
На чемпионате мира 2025 года в Пекине на дистанции 500 метров стал обладателем серебряной медали.

## Награды
- 2021 год — назван спортсменом года в зимних видах спорта Национальным олимпийским комитетом Казахстана.

## Личная жизнь
Денис сделал предложение своей девушке в декабре 2022 года, сразу после победы на домашнем этапе Кубка мира и подарил своей будущей жене обручальное кольцо.